# Mareuil-en-Brie

Mareuil-en-Brie este o comună în departamentul Marne, Franța. În 2009 avea o populație de 249 de locuitori.